# Leuphana Universität Lüneburg
Die Leuphana Universität Lüneburg ist eine staatliche Universität in Trägerschaft einer Stiftung öffentlichen Rechts in der Hansestadt Lüneburg in Niedersachsen.  Der Name ist abgeleitet vom Namen Leuphana für Lüneburg im Atlas des griechischen Gelehrten Claudius Ptolemäus.
Die Forschungsschwerpunkte der Universität liegen in den Bereichen Bildung, Kultur, Management und Technologie, Nachhaltigkeit und Staatswissenschaften. In der Lehre hat sie ein für Deutschland ungewöhnliches, stark interdisziplinäres Studienmodell etabliert, mit einem College für das Bachelorstudium, einer Graduate School für die Verbindung von Master- und Promotionsstudium und einer Professional School für das Weiterbildungsstudium. Die Universität zählt mit knapp 10.000 Studenten zu den mittelgroßen Universitäten in Deutschland. Die Leuphana gehört derzeit im Times Higher Education World University Ranking 2025 zu den 500 besten Universitäten weltweit.

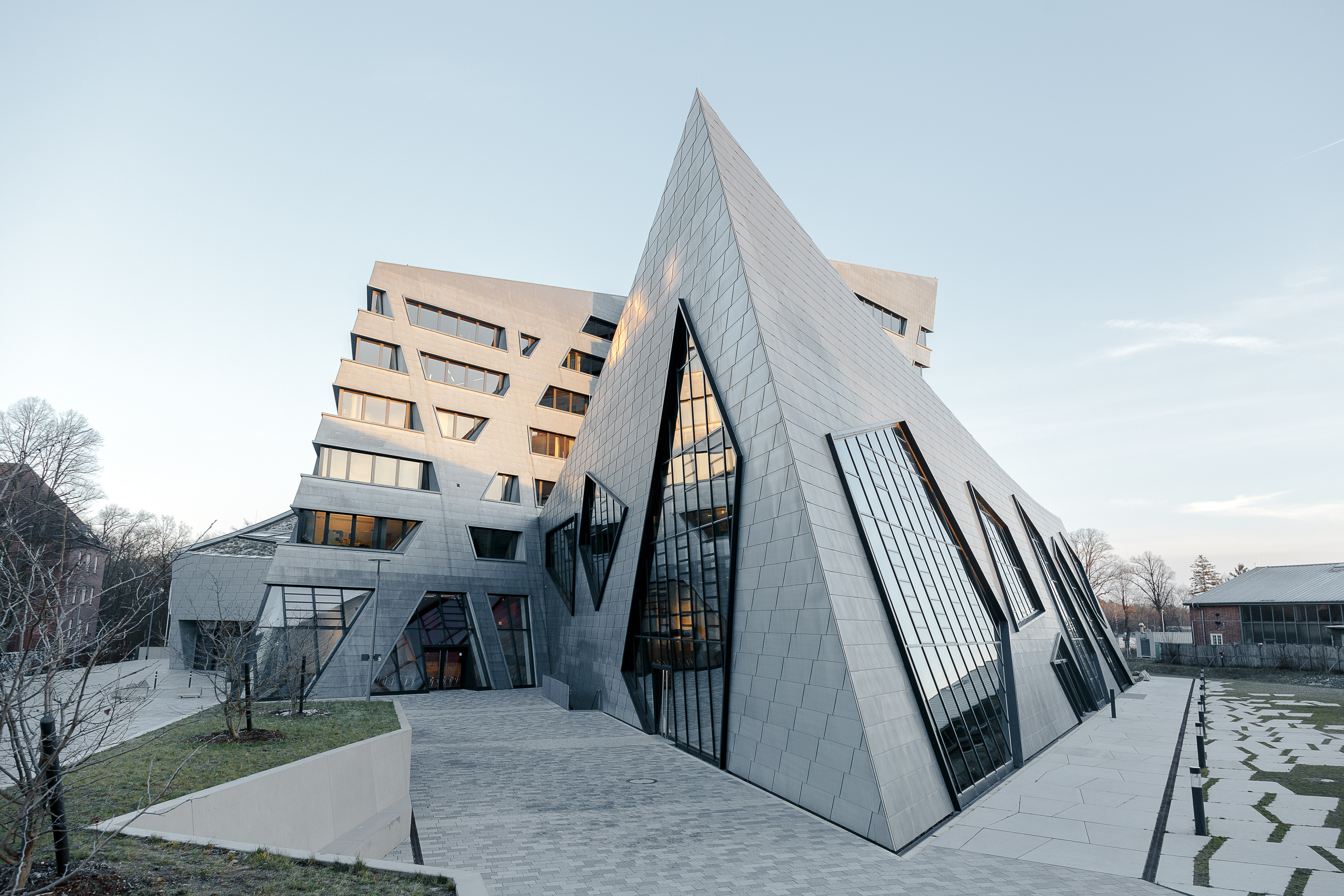
Leuphana-Zentralgebäude, von Daniel Libeskind entworfen

## Geschichte

### Gründung als Pädagogische Hochschule
Im Mai 1946 ursprünglich als eine von acht Pädagogischen Hochschulen des Landes Niedersachsen für die Volksschullehrerausbildung gegründet, begann die Pädagogische Hochschule Lüneburg zunächst mit 150 Studenten. Die Militärregierung ermöglichte den Betrieb durch Räumung der Schule im Grimm, in der vorher ehemalige Kriegsgefangene untergebracht waren. Ab 1946 wurden zunächst verkürzte Studiengänge mit einer Dauer von vier Semestern angeboten, um möglichst schnell die Ausbildung neuer Lehrkräfte abschließen zu können. Ab 1953 dauerte das Studium dann sechs Semester und war sehr praxisorientiert.

### Umwandlung in eine Universität

Logo der Universität Lüneburg (bis 2007)

Nach einer Übergangsphase als Abteilung Lüneburg der Pädagogischen Hochschule Niedersachsen (PHN) – bereits mit Studiengängen zum Diplompädagogen und Promotionsrecht – wurde die Pädagogische Hochschule 1978 in eine selbstständige wissenschaftliche Hochschule Lüneburg mit Habilitationsrecht umgewandelt. Im Mai 1989 wurde die Hochschule in Universität Lüneburg umbenannt.
Nach starkem Anstieg der Studentenzahl in den 1980er Jahren wurde zu Beginn der 1990er Jahre mit dem Umzug auf den heutigen zentralen Campus auf dem Gelände der ab 1935 von der Wehrmacht errichteten ehemaligen Scharnhorst-Kaserne begonnen. Im Wintersemester 1997/1998 wurde die damals bundesweit einmalige Konversion vollendet.

### Umwandlung in eine Stiftungsuniversität

Logo der Leuphana Universität Lüneburg (2007–2013)

Zum 1. Januar 2003 wurde vom Land Niedersachsen die Stiftung Universität Lüneburg als rechtsfähige Stiftung öffentlichen Rechts errichtet. Der Stiftung obliegt die Trägerschaft der Leuphana Universität Lüneburg. Die Universität befindet sich seitdem nicht mehr in direkter Trägerschaft des Landes, wird jedoch weiterhin durch Landesmittel finanziert.
Mit der Umwandlung in eine Stiftungsuniversität wollte die damalige niedersächsische Landesregierung der Universität als einer von insgesamt fünf niedersächsischen Hochschulen mehr Autonomie und Eigenverantwortung zugestehen. Ziel der Stiftung ist es, durch einen eigenverantwortlichen und effizienten Einsatz der ihr überlassenen Mittel die Qualität von Forschung, Lehre, Studium und Weiterbildung an der Universität zu steigern.
Ein siebenköpfiger Stiftungsrat ist seither an die Stelle des Ministeriums getreten. Der Stiftungsrat berät die Hochschule, beschließt über Angelegenheiten von grundsätzlicher Bedeutung, überwacht die Tätigkeit des Präsidiums und übt die Rechtsaufsicht über die Universität aus.

### Fusion zwischen Universität und Fachhochschule

Logo der Leuphana Universität Lüneburg (seit 2013)

Gemäß dem Beschluss der niedersächsischen Landesregierung von 2004 fusionierte die Universität Lüneburg zum 1. Januar 2005 mit der Fachhochschule Nordostniedersachsen. Die neue Universität Lüneburg dient als Modelluniversität zur Umsetzung des Bologna-Prozesses. Nach der Fusion beschloss die Universität im Jahr 2006 einen grundlegenden Prozess zur Neuausrichtung und die Einführung eines neuen Studienmodells mit einem College für Bachelorstudierende, einer Graduate School für Master- und Promotionsstudierende und einer Professional School für die Weiterbildung. Darüber hinaus wurden die zuvor bestehenden Fakultäten und Fachbereiche in vier neue Fakultäten für Bildung, Kulturwissenschaften, Nachhaltigkeit und Wirtschaftswissenschaften überführt.

### Umbenennung in Leuphana Universität Lüneburg
In Folge der Fusion und ihrer grundlegenden Neuausrichtung wurde die Universität Lüneburg am 20. März 2007 in Leuphana Universität Lüneburg umbenannt.
Der Name Leuphana leitet sich von einer antiken Siedlung an der Elbe her, die im Weltatlas des Geografen Ptolemäus aus dem 2. Jahrhundert erwähnt wird. Es ist strittig, ob der eingezeichnete Ort dem heutigen Lüneburg entspricht oder vielmehr, nach neueren Forschungsergebnissen, als historische Siedlung dem heutigen Hitzacker – ca. 45 km östlich von Lüneburg. Als Name für die Universität wurde er erst 2006, nach einem Vorschlag der Werbeagentur Scholz & Friends, durch die Gremien der Universität ausgewählt.
Seit dem Beginn der Neuausrichtung im Jahr 2006 konnte der Haushalt der Universität um mehr als fünf Millionen Euro gesteigert werden, gleichzeitig stiegen die Zahl der Bewerbungen pro Studienplatz und die Zahl der Doktoranden.

## Forschung und Fakultäten

### Fakultät Bildung
Die Fakultät Bildung fokussiert ihre Forschung und Lehre auf die Lehrerbildung und die Verbesserung der Bildungschancen von Menschen aller Lebensalter und -situationen. Schwerpunkte ihrer Forschung liegen in den Bereichen Heterogenität, Theorie-Praxis-Verknüpfung, Selbstregulation und E-Learning und Blended Learning. Mit ihrem Zukunftszentrum Lehrerbildung (ZZL) und einem Netzwerk aus Universität, Campusschulen, Studienseminaren und außerschulischen Akteuren wird die Leuphana zwischen 2016 und 2023 im Rahmen der Qualitätsoffensive Lehrerbildung von Bund und Ländern gefördert.
Institute
- Institut für Bewegung, Sport und Gesundheit
- Institut für Bildungswissenschaft (IBIWI)
- Institut für Deutsche Sprache und Literatur und ihre Didaktik (IDD)
- Institute of English Studies (IES)
- Institut für Kunst, Musik und ihre Vermittlung (IKMV)
- Institut für Mathematik und ihre Didaktik (IMD)
- Institut für Psychologie (IFP)
- Institut für Sozialarbeit und Sozialpädagogik (IFSP)
- Institut für Sozialwissenschaftliche Bildung (ISWB)
- Institut für Theologie und theologisch-naturwissenschaftliche Forschung (ITT)

Forschungszentren und koordinierte Forschungsprogramme
- Zentrum für Angewandte Gesundheitswissenschaften (ZAG)
- Zukunftszentrum Lehrerbildung (ZZL)

### Fakultät Kulturwissenschaften
Die Fakultät Kulturwissenschaften widmet sich gesellschaftlichen Umbrüchen der Gegenwart und bettet diese in längere historische Entwicklungslinien ein. Schwerpunkte ihrer Forschung liegen in den Bereichen Digitale Kulturen, Kulturen der Kritik und Demokratieforschung. Im Schwerpunkt Digitale Kulturen hat die Fakultät eine DFG-Kollegforschungsgruppe eingerichtet, im Schwerpunkt Kulturen der Kritik ein DFG-Graduiertenkolleg.
Institute
- Institut für Geschichtswissenschaft und Literarische Kulturen (IGL)
- Institut für Kultur und Ästhetik Digitaler Medien (ICAM)
- Institut für Philosophie und Kunstwissenschaft (IPK)
- Institut für Soziologie und Kulturorganisation (ISKO)
- Institut für Stadt- und Kulturraumforschung (IFSK)

Forschungszentren und koordinierte Forschungsprogramme
- Zentrum für Digitale Kulturen (CDC)
- Center for Critical Studies (CCS)
- Graduiertenkolleg Kulturen der Kritik (gefördert durch DFG)
- Kollegforschergruppe Medienkulturen der Computersimulation (gefördert durch DFG)
- Forschungsprogramm PriMus – Promovieren in Museen (gefördert durch BMBF)
- Promotionsprogramm Demokratie unter Stress (gefördert durch MWK)

### Fakultät Nachhaltigkeit
Die Fakultät Nachhaltigkeit gilt als erste Fakultät für Nachhaltigkeit in Deutschland. Sie fokussiert ihre Forschung auf die sozialen Grundlagen von Nachhaltigkeit mit den Schwerpunkten Sustainability Learning and Communication, Sustainability Management und Sustainability Governance einerseits sowie auf die physischen Grundlagen gesellschaftlichen Zusammenlebens mit den Schwerpunkten Ökosystemdienstleistungen (biotische Grundlagen) und Nachhaltige Chemie (abiotische Grundlagen) andererseits.
Institute
- Centre for Sustainability Management (CSM)
- Institute of Ecology (IE)
- Institute of Ethics and transdisciplinary Sustainability Research (IETSR)
- Institute of Education and Psychology (IEP)
- Institute of Sustainability Governance (INSUGO)
- Institute of Sustainable Chemistry (INSC)
- Social-Ecological Systems Institute (SESI)

Forschungszentren und koordinierte Forschungsprogramme
- Center for Global Sustainability and Cultural Transformation (CGSC)
- Center for Futures of Ecosystem Services (FuturES)
- Forschungsprogramm Wissenschaft für nachhaltige Entwicklung (gefördert durch MWK)
- Promotionsprogramm Processes of Sustainability Transformation" (gefördert durch Robert Bosch Stiftung)

### Fakultät Staatswissenschaften
Die Fakultät Staatswissenschaften wurde zum Sommersemester 2022 gegründet. In der Fakultät Staatswissenschaften sind die Institute für Volkswirtschaftslehre und Politikwissenschaften sowie die Law School. Nach sechs Semestern Regelstudienzeit kann ein Bachelorabschluss erworben werden. Als Aufbau kann sich ein Master-Programm anschließen oder eine Weiterbildung zum Ersten Juristischen Staatsexamen.
Institute
- Institut für Politikwissenschaft (IPW)
- Institut für Volkswirtschaftslehre (IVWL)
- Law School

Forschungszentren und koordinierte Forschungsprogramme
- Zentrum für Demokratieforschung (ZDEMO)
- European Center for Advanced Studies (ECAS)
- Leuphana Center for European and International Law (CEIL)

Promotionskollegs
- Politikwissenschaft (Je nach Ausrichtung der Dissertation Dr. phil. oder Dr. rer. pol.)
- Rechtswissenschaft (Dr. iur.)
- Volkswirtschaftslehre (Dr. rer. pol.)

### Fakultät Management und Technologie
Die Fakultät Management und Technologie zählt zu den besten 10 Prozent der forschungsstärksten Business Schools weltweit und in Deutschland. Die Fakultät fokussiert ihre Forschung auf die Schwerpunkte Digitale Transformation und Data Science, Entrepreneurship, Organization Studies, Psychologie und soziale Transformation sowie verantwortungsvolles und Nachhaltigkeitsmanagement. Seit Februar 2025 ist die Fakultät durch die Akkreditierungsorganisation AACSB zertifiziert.
Institute
- Institut für Bank-, Finanz- und Gründungsmanagement (IBFG)
- Institut für Experimentelle Wirtschaftspsychologie – LüneLab
- Institut für Management, Accounting und Finance (IMAF)
- Institut für Marketing (IFM)
- Institut für Management und Organisation (IMO)
- Institut für Performance Management (IPM)
- Institut für Produktionstechnik und -systeme (IPTS)
- Institut für Wirtschaftsinformatik (IIS)
- Institut für Wissens- und Informationsmanagement (IWI)

Forschungszentren und koordinierte Forschungsprogramme
- Forschungszentrum Digitale Transformation
- Forschungszentrum Unternehmertum (RCE)

### Fakultätsübergreifende Einrichtungen
- Kunstraum Leuphana Universität Lüneburg (KUL)
- Leuphana Arts Program (LAP)
- Methodenzentrum
- Sprachenzentrum
- Schreibzentrum
- Universitätssportzentrum

## Studium und Schools
Studienangebote an der Leuphana werden je nach Studien- bzw. Lebensphase in drei verschiedenen Schools angeboten:
- Das Leuphana College ist Heimat für das grundständige Bachelorstudium.
- Die Graduate School bietet grundständige Masterprogramme und verbindet dabei das Master- mit dem Promotionsstudium.
- Die Professional School ist Heimat für ein weiterbildendes oder berufsbegleitendes Studium.

Die Studienangebote jeder School folgen dabei jeweils einem weitgehend interdisziplinär aufgebauten Studienmodell. So wird in allen drei Schools neben dem jeweiligen Fachstudium ein fachübergreifendes Komplementärstudium angeboten.

### Leuphana College (Bachelorstudium)
Das Leuphana College wurde im Oktober 2007 durch den ehemaligen US-Präsidenten Jimmy Carter eröffnet. Das Studienmodell im Leuphana College bietet eine Kombination von fachübergreifenden Studienelementen (Leuphana Semester, Komplementärstudium) mit einem Haupt- und einem Nebenfach (Major und Minor). Ziel ist ein stark interdisziplinär geprägtes Studium im Sinne einer Liberal Arts Education. Für sein Studienmodell wurde das Leuphana College mehrfach ausgezeichnet. Mit dem Studium Individuale bietet das Leuphana College darüber hinaus ein Bachelorstudium an, das Studierenden eine individuelle fachliche Profilbildung durch weitgehend freie Kurswahl ermöglicht.
Leuphana Semester
Das erste Semester, das sogenannte Leuphana Semester, absolvieren Studenten am Leuphana College gemeinsam in fachübergreifenden Seminaren und Lehrveranstaltungen. Schwerpunkte sind fachübergreifende Module zu Wissenschaftsmethoden, Wissenschaftsethik und Verantwortung sowie Wissenschaftstheorie und Verstehen, ergänzt um fachspezifische Einführungen und fachspezifische Methoden. Hierdurch sollen sich Studierende mit wissenschaftlichen Grundlagen und Grundfragen auseinandersetzen können. Lehrveranstaltungen kommen u. a. aus den Bereichen Geschichte, Philosophie, Mathematik, Statistik, Forschungsmethoden und Verantwortung in der Gesellschaft. Das Leuphana Semester umfasst 5 Module mit insgesamt 30 Kreditpunkten (ECTS).
Major (Hauptfächer)
Schon im ersten Semester wählen Studenten eines von derzeit 13 Hauptfächern als Major. Je nach persönlicher Interessenlage und individueller Karriereplanung kann dazu eines von derzeit 17 Nebenfächern als Minor ergänzt werden. Eine Bewerbung erfolgt auf den Major, der Minor ist in der Regel frei wählbar. In den Lehramts-Studiengängen werden statt Major und Minor entsprechend den rechtlichen Anforderungen zwei Unterrichtsfächer ausgewählt. Der Major umfasst 15 Module und eine Bachelorarbeit mit insgesamt 90 Kreditpunkte (ECTS).
Major
- Betriebswirtschaftslehre (B.Sc.)
- Digital Media (B.A. – englischsprachig)[33]
- Environmental and Sustainability Studies (B. Sc. – englischsprachig)
- Ingenieurwissenschaften (B.Eng.)
- International Business Administration & Entrepreneurship (B.Sc. – englischsprachig)
- Kulturwissenschaften (B.A.)
- Politikwissenschaft (B.A.)
- Psychologie (B.Sc.)
- Rechtswissenschaft (LL.B.)
- Umweltwissenschaften (B.Sc.)
- Volkswirtschaftslehre (B.Sc.)
- Wirtschaftsinformatik (B.Sc.)
- Studium Individuale (B.A.)

Lehramt
- Lehren und Lernen (B.A.) mit Lehramtsoption für Grund- und Hauptschulen und Lehramtsoption für Realschulen (Unterrichtsfächer: Biologie, Chemie, Deutsch, Englisch, Ev. Religion, Kunst, Mathematik, Musik, Politik, Sachunterricht, Sport)
- Sozialpädagogik (B.A.) mit Lehramtsoption für berufsbildende Schulen (Unterrichtsfächer: Deutsch, Englisch, Ev. Religion, Mathematik, Politik, Sport)
- Wirtschaftspädagogik (B.A.) mit Lehramtsoption für berufsbildende Schulen (Unterrichtsfächer: Deutsch, Englisch, Ev. Religion, Mathematik, Politik, Sport)

Minor (Nebenfächer)
Ab dem zweiten Semester können Studenten zusätzlich zu ihrem Major einen von derzeit 17 Nebenfächern als Minor wählen. Der Minor führt in der Kombination mit dem Major zur Entwicklung eines individuellen fachlichen Profils. Der Minor umfasst sechs Module mit insgesamt 30 Kreditpunkten (ECTS).
- Betriebswirtschaftslehre
- Bildungswissenschaften
- Digitale Medien – Kulturinformatik (DMK)
- Digital Business
- Industrietechnik
- Nachhaltigkeitswissenschaften
- Popular Music Studies (englischsprachig)
- Philosophie
- Politikwissenschaft
- Produktionstechnik
- Psychology and Society (englischsprachig)
- Raumwissenschaft
- Rechtswissenschaften
- Soziale Medien und Informationssysteme
- Studium Individuale
- Volkswirtschaftslehre
- Wirtschaftspsychologie

Komplementärstudium
Ebenfalls ab dem zweiten Semester tritt neben Major und Minor das Komplementärstudium. Im Komplementärstudium können Studenten die fachübergreifenden Perspektiven aus dem Leuphana Semester weiterführen und u. a. interdisziplinäre Kompetenzen, reflexive Kompetenzen, künstlerische Kompetenzen oder kommunikative Kompetenzen bilden und vertiefen. Das Komplementärstudium soll einen Raum für fachübergreifende Fragen und Probleme schaffen und so Kompetenzen schulen, die über das reine Fachwissen hinausgehen. Studenten wählen im Komplementärstudium daher in der Regel Kurse in für sie fremden, unbekannten Wissensgebieten in vier unterschiedliche Perspektiven: einer sozialwissenschaftlichen Perspektive, einer geisteswissenschaftlichen Perspektive, einer naturwissenschaftlichen Perspektive und einer inter- und transdisziplinären Perspektive. Das Komplementärstudium umfasst sechs Module mit insgesamt 30 Kreditpunkten (ECTS).

### Leuphana Graduate School (Master- und Promotionsstudium)
Die Leuphana Graduate School wurde im Herbst 2008 eröffnet. Die Graduate School bietet die Master- und Promotionsstudiengänge der Leuphana Universität Lüneburg in fünf inhaltlichen Schwerpunkten an. Konzeption und Durchführung sowie Studienberatung und Kommunikation erfolgen fachübergreifend nach einheitlichen Standards.
Masterstudium
Die Graduate School bietet die folgenden grundständigen Masterstudiengänge an. Auch in der Graduate School ist ein fachübergreifendes Komplementärstudium Teil des Studienmodells aller Masterangebote. Darüber hinaus können besonders qualifizierte Studierende im Rahmen eines „Doctoral Tracks“ bereits während des Masterstudiums die Zulassung zur Promotion erhalten.
Masterprogramm Governance and Law
- International Economic Law (LL.M.)
- International Law of Global Peace, Security and Development (LL.M.)
- Public Affairs and Democracy (M.Sc.)
- Public Affairs and Economics (M.Sc.)
- Rechtswissenschaft (LL.M.)

Masterprogramm Kulturwissenschaften
- Cultural Studies: Culture and Organization (M.A.)
- Kulturwissenschaften: Kritik der Gegenwart – Künste, Theorie, Geschichte (M.A.)
- Kulturwissenschaften: Medien und Digitale Kulturen (M.A.)

Masterprogramm Management
- Management & Data Science (M.Sc.)
- Management & Engineering (M.Sc.)
- Management & Entrepreneurship (M.Sc.)
- Management & Sustainable Finance and Accounting (M.Sc.)

Masterprogramm Psychology
- International Joint Research Master in Work and Organizational Psychology (M.Sc.)
- Psychology and Sustainability (M.Sc.)

Masterprogramm Sustainability
- Sustainability Science: Ecosystems, Biodiversity and Society (M.Sc.)
- Sustainability Science: Entrepreneurship, Agency and Leadership (M.A.)
- Sustainability Science: Governance and Law (M.A.)
- Sustainability Science: Resources, Materials and Chemistry (M.Sc.)

Masterprogramm Education
- Lehramt an Grundschulen (M.Ed)
- Lehramt an Haupt- und Realschulen (M.Ed)
- Lehramt an berufsbildenden Schulen – Sozialpädagogik (M.Ed.)
- Lehramt an berufsbildenden Schulen – Wirtschaftswissenschaften (M.Ed.)

Promotionsstudium
An der Graduate School sind seit 2009 alle Promotionsverfahren in einem strukturierten Promotionsstudium organisiert. Folgende Promotionskollegs werden angeboten:
Bildung
- Bildung, Kultur und Diversität
- Empirische Bildungsforschung
- Psychologie und Selbstregulation
- Sozialpädagogik/Soziale Arbeit

Kultur
- Darstellung, Visualität, Wissen
- Philosophie, Literatur, Geschichte
- Soziologie und Kulturorganisation
- Stadt- und Kulturraumforschung
- Wissenskulturen, Digitale Medien
- Kulturen der Kritik (gefördert durch DFG)

Staatswissenschaften
- Politikwissenschaft
- Recht
- VWL
- Rechtswissenschaft (gefördert durch die Joachim Herz Stiftung)

Nachhaltigkeit
- Nachhaltigkeitswissenschaft

Management & Technologie
- Entrepreneurship, Management & Innovation
- Management, Accounting & Finance
- Information Systems &Data Science

Alle Promovierenden erhalten das (verpflichtende) Angebot eines strukturierten Promotionsstudiums im Umfang von 30 CPs, bestehend aus sechs wissenschaftsreflexiven, methodischen und inhaltlichen Modulen.
Zur Unterstützung bei den Herausforderungen der individuellen Forschungsarbeit sowie zur Vorbereitung auf die wissenschaftliche oder außerwissenschaftliche Karriere, entwickelte die Graduate School ein Programm zur Erlangung fachübergreifender Schlüsselkompetenzen – „GradSkills“ –, ein Zertifikats-Programm „Leadership in Gesellschaft und Wirtschaft“ und bietet Beratung und Coaching für die Promovierenden an.
Die folgenden Doktorgrade werden verliehen:
- Dr. phil. (Geistes- und Kulturwissenschaften)
- Dr. rer. pol. (Wirtschafts- und Sozialwissenschaften)
- Dr. rer. nat. (Naturwissenschaften)
- Dr. iur. (Rechtswissenschaften)
- Dr.-Ing. (Ingenieurwissenschaften)

### Leuphana Professional School (Weiterbildungsstudium)
Die Professional School wurde im Herbst 2009 eröffnet. Die Professional School fokussiert sich auf Studienangebote für lebenslanges Lernen, Weiterbildung und berufsbegleitendes Studium. Angeboten werden an der Professional School auch speziell entwickelte Studienprogramme für den Bedarf einzelner Unternehmen. Derzeit werden die folgenden Studienprogramme angeboten:
Berufsbegleitende Bachelor
- Betriebswirtschaftslehre (B.A.)
- Musik in der Kindheit (B.A.)
- Soziale Arbeit für Erzieher (B.A.)

Berufsbegleitende Master
- Arts and Cultural Management (M.A.) (englischsprachiges Fernstudium, angeboten in Kooperation mit dem Goethe-Institut)
- Auditing (M.A): Wirtschaftsprüfung
- Baurecht und Baumanagement (M.A)
- Competition and Regulation (LL.M.) (englischsprachiges Fernstudium)
- Corporate & Business Law (LL.M.)
- Data Science (M.Sc.)
- Digital Production Management (MBA)
- Digital Transformation Management (MBA)
- Governance and Human Rights (M.A.) (englischsprachiges Fernstudium)
- Nachhaltigkeitsrecht – Energie, Ressourcen, Umwelt (LL.M.)
- Personal, Psychologie und Wirtschaft – Performance Management (MBA)
- Prävention und Gesundheitsförderung (MPH)
- Sozialmanagement (MSM)
- Sustainable Chemistry (M.Sc.)
- Sustainable Chemistry Management (MBA)
- Nachhaltigkeitsmanagement – Sustainability Management (MBA, Fernstudium)
- Tax Law – Steuerrecht (LL.M.)
- Wirtschaftsingenieurwissenschaften (M.Sc.)

Berufsbegleitende Zertifikate
- Arts & Cultural Consumption and Audiences (CAS, englischsprachiges Fernstudium)
- Arts & Cultural Production and Cultural Organizations (CAS, englischsprachiges Fernstudium)
- Baurecht und Planungsmanagement (DAS)
- Competition Law (CAS, englischsprachiges Fernstudium)
- Data Analytics (CBS)
- Digital Entrepreneurship (CAS)
- Digitale Ethik (CAS)
- Digitale Transformation (DBS)
- Digitales Marketing (DBS)
- European and International Law (CAS, englischsprachiges Fernstudium)
- Gesellschaftsrecht (CAS)
- Gestörter Bauablauf und Nachträge (CAS)
- Human Resource Management (DBS)
- Innovationsmanagement (DBS)
- International Contract Administration Engineer (CAS, englischsprachig)
- International Cultural Management in Transition (CAS, englischsprachiges Fernstudium)
- Produktionsmanagement in der Industrie (CAS)
- Recht der Energiewende (CAS)
- Regulation Law (CAS, englischsprachiges Fernstudium)
- Sustainable Chemistry and Benign by Design (CAS, englischsprachiges Fernstudium)
- Sustainable Chemistry and Regulatory Affairs (CAS, englischsprachiges Fernstudium)
- Umweltrecht (CAS)
- Verhandlung und Projektmanagement im Bauprojekt (CAS)

## Rankings
Times Higher Education World University Ranking: Das World University Ranking von Times Higher Education führt die Leuphana 2025 unter den 500 besten Universitäten der Welt (Rang 401–500). Im Ranking einzelner Fächer liegt die Universität im Bereich „Psychology“ auf Rang 101–125 weltweit und Rang 10–13 in Deutschland, im Bereich „Business and Economics“ auf Rang 176–200 weltweit und Rang 9 in Deutschland, im Bereich „Social Sciences“ auf Rang 176–200 weltweit und Rang 9–13 in Deutschland, im Bereich „Education“ auf Rang 251–300 weltweit und Rang 15–17 in Deutschland, und im Bereich „Physical Sciences“ auf Rang 251–300 weltweit und Rang 22–26 in Deutschland.
Academic Ranking of World Universities (Shanghai-Ranking): Das Academic Ranking of World Universities (Shanghai-Ranking) führte die Leuphana Universität Lüneburg in den Jahren 2020–2021 erstmals unter den besten 1000 Universitäten der Welt (Rang 901–1000); in der 2022er-Ausgabe des Shanghai-Rankings ist die Universität nicht mehr unter den 1.000 besten Universitäten weltweit gelistet. Im Ranking einzelner Fächer liegt die Universität im Jahr 2022 im Bereich Political Sciences auf Rang 201–300 weltweit bzw. Rang 13 in Deutschland, im Bereich Education auf Rang 201–300 weltweit bzw. auf Rang 15 in Deutschland, im Bereich Ecology auf Rang 201–300 weltweit bzw. Rang 19 in Deutschland, im Bereich Environmental Science and Engineering auf Rang 301–400 weltweit bzw. Rang 12 in Deutschland, im Bereich Business Administration auf Rang 301–400 weltweit bzw. Rang 12 in Deutschland, im Bereich Management auf Rang 401–500 weltweit bzw. Rang 20 in Deutschland und im Bereich Psychologie auf Rang 401–500 weltweit bzw. Rang 35 in Deutschland.
Best Global Universities Ranking: Im Best Global Universities Ranking 2022–2023 des U.S. News & World Report erreicht die Leuphana Rang 926 weltweit bzw. Rang 50 in Deutschland. Im Bundesland Niedersachsen liegt die Universität damit nach der Universität Göttingen, der Medizinischen Hochschule Hannover, der Universität Hannover und der Technischen Universität Braunschweig auf dem fünften Platz.
Forschungsrankings: In einem 2017 im Journal World Business publiziertem Vergleich von mehr als 3.300 Business Schools gehörte die Leuphana Universität Lüneburg zu den 10 % besten Business Schools weltweit und belegte in Deutschland Rang 12 von 155 untersuchten Hochschulen. Die Wirtschaftswoche führt die Leuphana auf Rang 19 der forschungsstärksten Hochschulen in der Betriebswirtschaftslehre und Leuphana Professor Patrick Velte auf Rang 1 der forschungsstärksten Betriebswirte im deutschsprachigen Raum.
Studienstiftung des deutschen Volkes: Im Ranking der Studienstiftung des deutschen Volkes belegt die Leuphana unter den öffentlichen Universitäten Deutschlands Platz 15 (gemessen an der Stipendienquote, Stand 15. März 2023).
Studycheck: Die Studiengangs-Bewertungsplattform Studycheck führt die Leuphana 2022 unter den TOP 3 der beliebtesten mittelgroßen Universitäten Deutschlands mit einem Sternewert von 4,0 und einer Weiterempfehlungsrate von 93 %.
Gründungsradar: Im Ranking der gründungsfreundlichsten Hochschulen Deutschlands des Stifterverbands für die deutsche Wissenschaft belegt die Leuphana Universität Lüneburg derzeit den 13. Platz unter den mittelgroßen Hochschulen (nach Platz 10 im Jahr 2020, Platz 4 im Jahr 2018 und Platz 1 in den Jahren 2016, 2014, 2012).

## Campus
Die Leuphana Universität Lüneburg verfügt heute über drei Standorte: den zentralen Campus an der Universitätsallee, den Campus Rotes Feld und den Campus Volgershall.

### Zentraler Campus
Der zentrale Campus an der Universitätsallee wird bestimmt durch die Kasernenbauten in Backsteinarchitektur aus den späten 1930er Jahren, die Hörsaal- und Bibliotheksbauten aus den 1990er Jahren (Architekt: Carl Peter von Mansberg) und durch das neue Zentralgebäude (Architekt: Daniel Libeskind) der Universität.
Das Medien- und Informationszentrum mit Bibliothek, Rechenzentrum und Filmstudio, die Labore und Maschinenhalle der Ingenieurwissenschaften, Musikübungsräume, Kunstwerkstätten und der Kunstraum Lüneburg, eine Veranstaltungshalle (Vamos), eine Kindergroßtagespflege, das Studio des Hochschulsports, eine Sporthalle, ein Sportrasen mit Fußballfeld, Basketballfeld, Beachvolleyballfeld, Liegewiese und Grillplatz sowie ein Biotop ergänzen die Ausstattung des Campus. Außerdem gibt es die Fahrrad-Selbsthilfe-Werkstatt KonRad mit Reparatursäule, die Kindernotbetreuung Elistu und den Ton- und Lichtverleih des AStA sowie das PlanB als selbst-verwaltetes Café. Auf dem Campus befinden sich außerdem mehrere Wohnheime und eine Kindertagesstätte des Studentenwerks. Der private Verein Campus e. V., der ursprünglich von Studierenden der Universität gegründet wurde, betreibt auf dem Campus ein Café, zwei Studierendenwohnheime und eine Ladenzeile mit verschiedenen Geschäften. Auch der lokale Radiosender ZuSa hat ein Studio in den Räumen der Universität.
Im Rahmen der Startwoche 2010 wurde eine neue Außenraumgestaltung für den Hauptcampus ermittelt. Von sechs Landschaftsarchitekturbüros wurden Entwürfe vorgelegt.

### Zentralgebäude mit Audimax

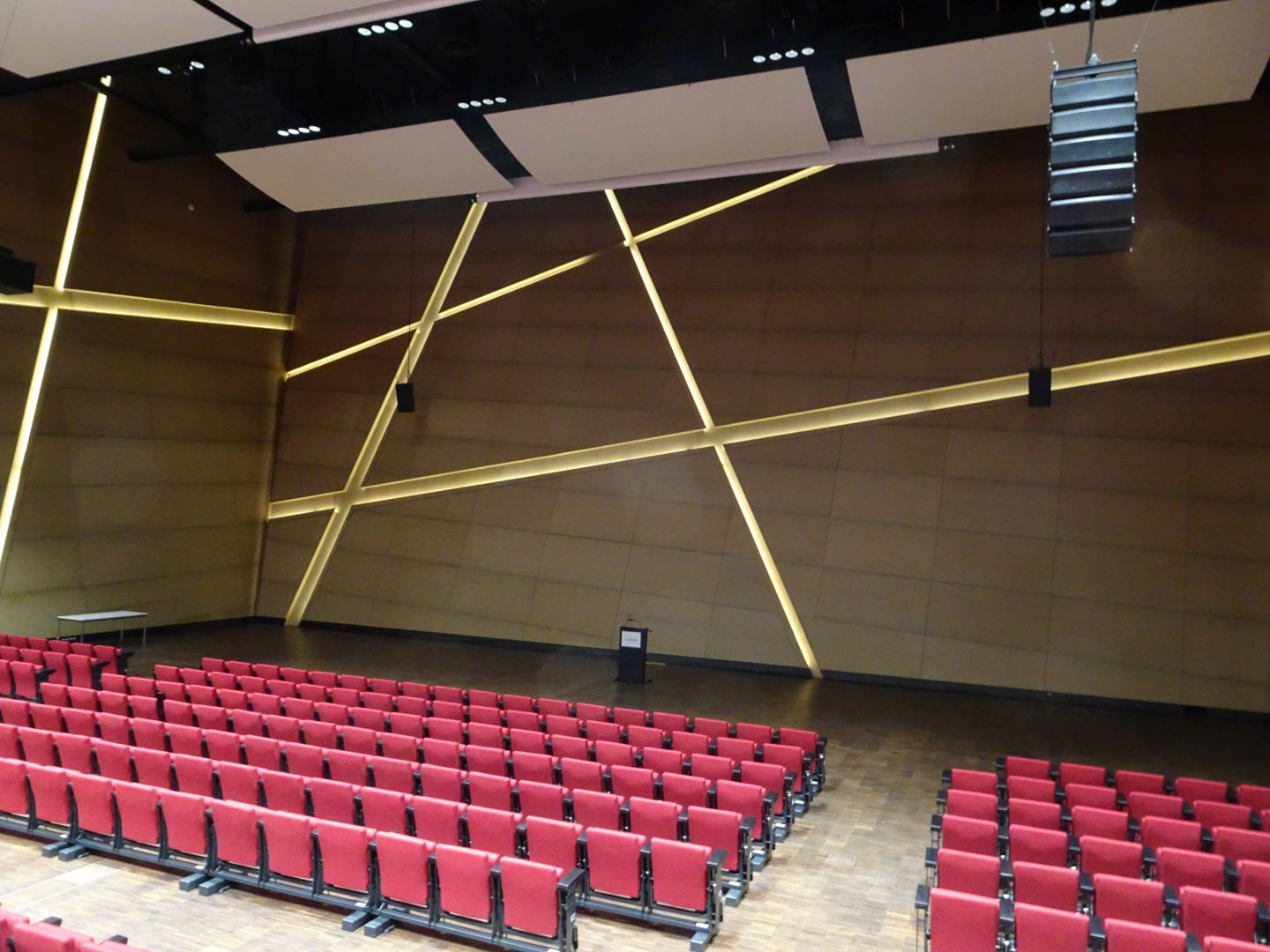
Das Auditorium im neuen Zentralgebäude

Auf dem zentralen Campus der Universität entstand zwischen 2011 und 2017 ein neues Zentralgebäude. Es wurde von Daniel Libeskind entworfen und ist laut Universitätsleitung ein zentraler Baustein der künftigen Campusentwicklung. Am 19. Dezember 2007 stellten die Hochschulleitung und der niedersächsische Wissenschaftsminister das Projekt vor und gaben den Startschuss für die weiteren Planungsarbeiten.
Das Gebäude im typischen Stil Daniel Libeskinds (schräge, nicht rechtwinklige und ineinander verschobene Fassaden und Räumlichkeiten mit schlitzartigen Fenstern und einer glänzenden Außenfläche aus Zink) ist mit einer Höhe von 38 Metern das neue Wahrzeichen der Universität. Neben einem Forschungszentrum mit Flächen für über 200 Arbeitsplätze, einem Studierendenzentrum mit Räumlichkeiten für studentische Arbeitsplätze und einer Cafeteria, einem Seminarzentrum mit rund 15 Seminarräumen ist ein Audimax, das Platz für rund 1.200 Menschen bietet, Teil des Gebäudes. Das Audimax verfügt über eine riesige Projektionsfläche und diagonal gekreuzte Lichtschlitze.
Am 8. Mai 2011 wurde der Grundstein für das Gebäude gelegt. Faktischer Baubeginn war im Jahr 2012. Das Richtfest für das gesamte Zentralgebäude fand am 19. Januar 2015 statt. Ende Januar 2017 gab die Bauaufsicht das Gebäude zur Inbetriebnahme frei. Am 11. März 2017 wurde es feierlich eröffnet. Weitere Auftaktveranstaltungen wurden für die Eröffnungsphase von März bis Oktober 2017 eingeplant.
Nach ersten Entwürfen im Jahr 2007 war das Zentralgebäude zunächst mit Baukosten in einer Gesamthöhe von 57,7 Millionen Euro geplant. Seither sind die Baukosten erheblich gestiegen und wurden von der Universität schlussendlich mit Gesamtkosten von rund 109,3 Millionen Euro angegeben. Neben dem Land Niedersachsen (rund 35 Mio. Euro) werden die Baukosten u. a. durch die Europäische Union (rund 14 Mio. Euro), das Bundesministerium für Wirtschaft und Technologie (rund 4 Mio. Euro), Stadt und Landkreis Lüneburg (7 Mio. Euro), durch private Spender sowie durch die Verwertung von Liegenschaften der Universität getragen. Die anfängliche erhebliche Unterveranschlagung der Kosten warf eine Kontroverse über den Bau des Zentralgebäudes auf. Vor allem Studierendenschaft und Finanzaufsicht des Landes sahen die Summe als unverhältnismäßig hoch an.

### Campus Rotes Feld
Am Campus Rotes Feld steht ein Backsteinbau aus der Kaiserzeit, der schon zu Beginn des vergangenen Jahrhunderts für Bildungszwecke genutzt wurde. Auch wenn der Großteil des Universitätsbetriebs inzwischen auf dem zentralen Campus stattfindet, wird der Campus Rotes Feld immer noch für einige Lehrveranstaltungen, für Büros von Professoren und Mitarbeitern der Psychologie und von den studentischen Initiativen Zwiebel und KornKonnection genutzt.

### Campus Volgershall
Am Campus Volgershall waren bislang die Ingenieurwissenschaften der Leuphana angesiedelt. Ab Mitte 2019 werden die Ingenieurwissenschaften vollständig auf dem zentralen Campus umgezogen sein. Die bisherigen Gebäude der Universität sollen künftig für einen Digital Campus genutzt werden, u. a. für Ansiedlungen im Bereich 3D-Druck.

### Campusleben
Das Campusleben an der Leuphana wird durch regelmäßige akademische Veranstaltungen geprägt: die Startwoche zur Begrüßung der Erstsemesterstudenten des Leuphana Colleges (Oktober), die Konferenzwoche zur Vorstellung der Arbeitsergebnisse der Studenten des ersten Leuphana Semesters im Leuphana College (Februar), die Graduiertenfeiern zur Verabschiedung der Absolventen (Mai und November) sowie den dies academicus mit der Verleihung von Ehrendoktorwürden und der Auszeichnung herausragender Forscher, Lehrer und Initiativen als Höhepunkt zum Abschluss des akademischen Jahres (Juli).
Darüber hinaus gestalten derzeit rund 80 verschiedene studentische Initiativen zu verschiedenen gesellschaftlichen Themen Veranstaltungen und Projekte auf dem Campus, die sich im Dachverband der Studierendeninitiativen (DSi) organisiert haben.
Das Musikleben an der Leuphana wird u. a. geprägt durch vier verschiedene Ensembles: das Universitätsorchester und der Universitätschor, die Leuphana Big Band und die Samba-Gruppe Batucada Leuphana.
Der Kunstraum der Universität Lüneburg organisiert regelmäßig international weit beachtete Kunstausstellungen.
Studenten der Leuphana organisieren auf dem zentralen Campus der Leuphana seit Jahren u. a. das lunatic Festival, ein Festival für Musik und Kunst, und das Coraci-Festival gegen Rassismus und Ausgrenzung.

### Campusgeschichte
Der heutige Campus der Universität, die ehemalige Scharnhorst-Kaserne von Wehrmacht und Bundeswehr, wurde in den Jahren 1935 und 1936 im Zuge der Aufrüstung als eine von drei in Lüneburg neu errichteten Kasernen erbaut. In der Stadt waren alle Waffengattungen vertreten: Während die Artillerie in der älteren Lüner-Kaserne angesiedelt wurde, die Kavallerie in der Schlieffen-Kaserne und die Luftwaffe am Fliegerhorst (die heutige Theodor Körner-Kaserne), wurden in der Scharnhorst-Kaserne Infanterieeinheiten aufgestellt, die zeitweise – wie beim Überfall auf die Niederlande im Mai 1940 – auch als Luftlandetruppen eingesetzt wurden. Die in der Scharnhorst-Kaserne aufgestellte 110. Infanteriedivision war im Juni 1941 am Überfall auf die Sowjetunion und im März 1944 an einem schweren Kriegsverbrechen in der Nähe der belarussischen Stadt Osaritschi beteiligt.
Nach Untergang des Nationalsozialismus und Ende des Zweiten Weltkriegs wurde die Kaserne bis in die 1990er Jahre von der Bundeswehr genutzt und Mitte der 1990er Jahre im Zuge einer Konversion als Universitätscampus umgestaltet.
Der Kunstraum der Leuphana Universität Lüneburg hat sich im Rahmen eines Forschungsprojekts ausführlich mit der baulichen Geschichte und Entwicklung des Campus auseinandergesetzt.

## Personen
Aktuelle Stiftungsratsmitglieder
| - Georg Schütte, Generalsekretär, VolkswagenStiftung (Vorsitzender) - Adelheid Ehmke, ehemalige Präsidentin, European Platform of Women Scientists und ehemalige Vizerektorin, Universität Luxemburg - Anke Kaysser-Pyzalla, Vorstandsvorsitzende des Deutschen Zentrums für Luft- und Raumfahrt (DLR) - Gabriele Oettingen, Professorin für Psychologie, Universität Hamburg und New York University - Krista Sager, ehemalige zweite Bürgermeisterin und Senatorin der Freien und Hansestadt Hamburg - Joachim Schachtner, Staatssekretär, Nds. Ministerium für Wissenschaft und Kultur - Emer O’Sullivan, Professorin für Englische Literaturwissenschaft, Leuphana Universität Lüneburg; Kinder- und Jugendbuchautorin |

Aktuelle Präsidiumsmitglieder
| - Sascha Spoun (Präsident) - Christian Brei (Hauptberuflicher Vizepräsident) - Erich Hörl (Vizepräsident für Forschung) - Jelena Bäumler (Vizepräsidentin für College) - Simone Abels (Vizepräsidentin für Graduate School, Wissenschaftliche Qualifizierung und Lehrkräftebildung) - Jörg Philipp Terhechte (Vizepräsident für Professional School, Internationalisierung und Fundraising) |

Ehemalige Präsidenten und Rektoren
| - 1946 – XXXX: Paul Merkel (Gründungsdirektor der Pädagogischen Hochschule Lüneburg). - 1985–1989: Helmut de Rudder (letzter Rektor der Hochschule Lüneburg) - 1989–2004: Hartwig Donner (erster Rektor der Universität Lüneburg) - 2005–2006: Hartwig Donner und Christa Cremer-Renz (Doppelspitze der fusionierten Universität Lüneburg) |

Aktuelle Professoren (Auswahl)
| - Michael Frese, Professor für Psychologie - Maja Göpel, Honorarprofessorin für Nachhaltigkeitstransformationen - Alexander Görlach, Honorarprofessor für Ethik und Theologie - Harald Heinrichs, Professor für Nachhaltigkeitspolitik - Uwe Jean Heuser, Honorarprofessor für Wirtschaft - Pierangelo Maset, Professor für Kunst und ihre Didaktik - Ferdinand Müller-Rommel, Professor für Vergleichende Politikwissenschaft - Nils Ole Oermann, Professor für Nachhaltigkeitsethik - Markus Reihlen, Professor für Strategisches Management (sowie Associate Fellow der Said Business School der University of Oxford) - Sabine Remdisch, Professorin für Wirtschaftspsychologie - Thomas Saretzki, Professor für Umweltpolitik - Stefan Schaltegger, Professor für Nachhaltigkeitsmanagement - Thomas Schomerus, Professor für Öffentliches Recht, insbes. Energie- und Umweltrecht - Reinhard Schulte, Professor für Existenzgründung - Jörg Philipp Terhechte, Professor für Öffentliches Recht, Europäisches und Internationales Recht sowie Regulierungs- und Kartellrecht - Patrick Velte, Professor für Accounting & Auditing - Christian Welzel, Professor für Politische Kultur |

Ehemalige Professoren (Auswahl)
| - Wilfried Adami († 2012), Professor für Materialwirtschaft und Systemplanung - Ulrich Döring, Professor für Betriebswirtschaftslehre, insb. Rechnungswesen und Steuerlehre - Michael Ehrke (1944–2012), Honorarprofessor im Bereich berufliche Bildung - Hermann Gackenholz, Professor für Geschichte und letzter Rektor der PH Lüneburg - Götz Harbsmeier (1910–1979), Professor für Evangelische Theologie und Abt des Klosters Bursfelde - Klaus Hüttel (1930–2018), 1983–1995 Professor für Betriebswirtschaftslehre - Egbert Kahle, Professor für Betriebswirtschaftslehre - Alexandra-Maria Klein, Professorin für Ökosystem-Dienstleistungen - Daniel Libeskind, Honorarprofessor (Architekt) - Rudolf Lochner, Professor für Pädagogik - Ingeborg Maschmann, Professorin für Erziehungswissenschaft - Joachim Merz, Professor für Statistik und Freie Berufe - Helmut de Rudder, Professor für Soziologie, Abteilungsdekan der Pädagogischen Hochschule Niedersachsen - Wolfgang Ruck, Professor für Umweltchemie - Hermann Schweppenhäuser, Professor für Philosophie - Martin Stallmann, 1946–1961 Professor für Evangelische Theologie u. Religionspädagogik und Rektor - Matthias von Saldern, Professor für Schulpädagogik - Uwe Thaysen, Professor für Politikwissenschaft - Klaus Wegenast, Professor für Evangelische Theologie u. Religionspädagogik - Jörg W. Ziegenspeck (* 1941), Professor für Psychologie und Erziehungswissenschaften - Dieter Neumann (1946–2023), Professor für Pädagogik |

Ehrendoktoren
| - Ann-Kristin Achleitner - Günter Altner - Maria Luisa Aparicio González - Ruth Arnon - Jaya Arunachalam - Robert Bailis - Jürgen Basedow, Professor (Harvard University), Direktor des Hamburger Max-Planck-Instituts für Privatrecht - Carl Baudenbacher, Professor, Direktor des Instituts für Europäisches und Internationales Wirtschaftsrecht, Universität St. Gallen, Präsident des Gerichtshofs der Europäischen Freihandelsassoziation (EFTA) - Claude Boutron, Professor an der Joseph Fourier Universität Grenoble - Karlheinz Brandenburg, Professor für Elektronische Medientechnik an der TU Ilmenau und Erfinder des MP3-Formats - Roger Burritt - James Clark - William C. Clark, Professor der Nachhaltigkeitswissenschaften an der John F. Kennedy School of Government der Harvard University - Michael M. Crow - Per Davidsson - Paul Davies, britischer Jurist und Hochschullehrer - Volrad Denecke - Silvia Federici - Cosimo D. Ferrainola - Olaf Fisscher, Professor für Unternehmensethik an der Universität Twente - Nilüfer Göle, Professorin, leitet die École des Hautes Études en Sciences Sociale in Paris - Peter Gollwitzer - Hans Ulrich Gumbrecht - Trevor Hastie - Deborah R. Hensler - Bernd Heydemann - Axel Honneth, Habermas-Schüler und dessen Nachfolger als geschäftsführender Direktor des Instituts für Sozialforschung an der Universität Frankfurt. - Felicitas Hoppe - Dieter Imboden, Professor für Umweltphysik an der ETH Zürich, Forschungsratspräsident des Schweizerischen Nationalfonds (SNF) - Ronald Inglehart, Professor für Politikwissenschaft an der University of Michigan, Gründer des World Values Surveys - Timothy Ingold - Wolfgang Lücke - Andrei Markovits, Sozialwissenschaftler an der University of Michigan - Edgar Meister - Joachim Möller, Arbeitsmarkt-Experte und Direktor des Instituts für Arbeitsmarkt- und Berufsforschung der Bundesagentur für Arbeit - Ivan Nagel (1931–2012), Schriftsteller, Kritiker und Essayist - Helen Nissenbaum - Helga Nowotny - Margit Osterloh, Organisationswissenschaftlerin an der Universität Zürich - Manfred Prenzel - Hermann Scheer († 2010), Politiker, Träger des Alternativen Nobelpreises und „Hero of the Green Century“ (TIME-Magazin) - Karsten Schmidt, Professor, gehört zu den führenden Forschern in den Bereichen Bürgerliches Recht, Handels-, das Gesellschafts-, Insolvenz-, Wettbewerbs- und Kartellrecht - Johann Schreiner - Jürgen Schwarze - Richard Sennett - Udo Ernst Simonis - Boris J. Svetlakov - Jan Szysko - Hans Thiersch - Herbert Weber - Günter Wöhe |

Bekannte Absolventen
| - Ulf Ansorge, Fernseh- und Radiomoderator (NDR Fernsehen und NDR 90,3) - Julian Amershi, Journalist und Dokumentarfilmer - Uwe Bahn, NDR-Moderator und ehemaliger Stadionsprecher des HSV - Frieder Gadesmann, Erziehungswissenschaftler und Professor für Evangelische Theologe u. Religionspädagogik - Britt Hagedorn, Fernsehmoderatorin - Johannes Huebl, Model - Paul Janke, deutscher Fernsehdarsteller, Fußballspieler und Modell, Studium der Betriebswirtschaftslehre Schwerpunkt Marketing - Lenchen Kunow, Sport-Funktionärin und Autorin. Sie entwickelte in den 1950er Jahren den Lüneburger Stegel. - James Krüss, Kinderbuchautor - Alfred Pohl, Künstler, Holzschneider - Julia Verlinden, MdB, Bündnis 90/Die Grünen - Tine Wittler, Buchautorin und Fernsehmoderatorin - Claudia Kalisch, Oberbürgermeisterin der Hansestadt Lüneburg, Bündnis 90/Die Grünen |

## Auszeichnungen
- 2018: Auszeichnung im Wettbewerb „Data Literacy Education“ durch den Stifterverband für die deutsche Wissenschaft und die Heinz Nixdorf Stiftung[90]
- 2018: wiederholte Auszeichnung als Fair-Trade-University[91]
- 2018: Auszeichnung der Utopiekonferenz als Hochschulperle des Monats November durch den Stifterverband für die deutsche Wissenschaft
- 2017: Auszeichnung im Wettbewerb „Campus und Gemeinwesen“ durch den Stifterverband für die deutsche Wissenschaft[92]
- 2017: erneute Auszeichnung als gründerfreundlichste Hochschule im Gründungsradar 2016 des Stifterverband für die deutsche Wissenschaft[93]
- 2015: Auszeichnung von Leuphana Professor Christian Welzel durch Aufnahme als Mitglied in die Nationale Akademie der Wissenschaften Leopoldina.
- 2014: erneute Auszeichnung als gründerfreundlichste Hochschule im Gründungsradar 2013 des Stifterverband für die deutsche Wissenschaft[94]
- 2013: Auszeichnung von Leuphana Professor Michael Frese durch Aufnahme als Mitglied in die Nationale Akademie der Wissenschaften Leopoldina.
- 2013: Auszeichnung im Wettbewerb „Exist-Gründungskultur“ durch das Bundesministerium für Wirtschaft und Technologie als eine der besten deutschen Gründerhochschulen[95]
- 2013: Auszeichnung als gründerfreundlichste Hochschule im Gründungsradar 2012 des Stifterverband für die deutsche Wissenschaft[96]
- 2010: Auszeichnung mit dem International Sustainable Campus Excellence Award durch das International Sustainable Campus Network (ISCN)[97]
- 2010: Auszeichnung im Wettbewerb „Bologna – Zukunft der Lehre“ durch die Stiftung Mercator und die VolkswagenStiftung[98]
- 2007: Auszeichnung im Wettbewerb „Profil und Kooperation“ durch den Stifterverband für die deutsche Wissenschaft und die Heinz Nixdorf Stiftung[99]

## Kritik
Kritik am Bau des Zentralgebäudes
Seit den ersten Planungen für das neue Zentralgebäude der Leuphana durch die Universitätsleitung um Präsident Sascha Spoun und Vizepräsident Holm Keller war das Projekt in seiner Notwendigkeit, Dimension, Finanzierung und Nutzung lange umstritten. Besonders in der Kritik standen die Höhe der Baukosten, die Berufung des Architekten Daniel Libeskind als nebenberuflicher Professor der Leuphana, die zwischenzeitlich geplante, dann aber nicht durchgeführte Realisierung im Rahmen einer öffentlich-privaten Partnerschaft und auch die Zweckmäßigkeit des Gebäudes. Der niedersächsische Landesrechnungshof und die Oberfinanzdirektion schätzen die Baukosten zwischenzeitlich auf 94 Millionen Euro bzw. bis zu 125 Millionen Euro. Die Universität selbst spricht bisher von Baukosten über 100 Millionen Euro. Eine Schlussrechnung liegt derzeit noch immer nicht vor.
Kritik an der Wahl der hauptberuflichen Präsidiumsmitglieder für die Amtszeit 2012–2018
Bei der Wiederwahl der hauptberuflichen Präsidiumsmitglieder für die Amtszeit von 2012 bis 2018 kam es 2011 zu Kritik, weil der damalige hauptberufliche Vizepräsident Holm Keller im ersten Wahlgang des Senats die notwendige Mehrheit zunächst verfehlte. Universitätspräsident Sascha Spoun machte die Wiederwahl Kellers zur Bedingung für sein Verbleiben an der Universität. In einem zweiten Wahlgang einigte sich der Senat daraufhin zunächst darauf, Holm Keller zum Vizepräsidenten in Teilzeit zu wählen. Keller wäre damit für die Akquise von Geldern und Projekten zuständig gewesen, während ein weiterer Vizepräsident die laufenden Verwaltungsgeschäfte übernommen hätte. Zur Begründung dieses Kompromisses sagte der Professor für Nachhaltigkeitskommunikation und Mitglied des Senats Gerd Michelsen: „Wir wollten Spoun unbedingt halten, da wir die positive Entwicklung nicht gefährden wollten. Dafür waren wir bereit, den vom Präsidenten vorgeschlagenen Kompromiss zu akzeptieren“. Ein neu zusammengesetzter Senat wählte Keller im Jahr 2012 schließlich in einem dritten Wahlgang erneut zum hauptberuflichen Vizepräsidenten in Vollzeit.
Kritik am hauptberuflichen Vizepräsidenten Holm Keller
Der damalige hauptberufliche Vizepräsident der Universität Holm Keller (Amtszeit 2006 bis 2016) stand mehrfach in der Kritik, insbesondere mit seinem Engagement für das neue Zentralgebäude der Universität. So ermittelte zeitweise die Staatsanwaltschaft Stade aufgrund eines Anfangsverdachts, dass die Universität Aufträge für den Neubau des Zentralgebäudes an den Architekten Daniel Libeskind vergaberechtswidrig ohne Ausschreibung vergeben haben soll. Die Staatsanwaltschaft konnte jedoch keine Hinweise auf Untreue oder Subventionsbetrug im Zusammenhang mit dem Neubau des Zentralgebäudes der Leuphana feststellen. Die Ermittlungen wurden ergebnislos eingestellt.
Kritik am Stiftungsrat
Im Zusammenhang mit dem Bau des neuen Zentralgebäudes rügte die damalige Bildungsministerin Gabriele Heinen-Kljajic den Stiftungsrat, er habe seine Aufsichtspflicht bei dem immer teurer werdenden Projekt nicht genügend wahrgenommen. Der ehemalige Lüneburger Professor Matthias von Saldern war über Jahre Mitglied des Stiftungsrates. 2014 verließ er die Universität und schrieb in einer E-Mail an Kollegen: „Aus meiner persönlichen Sicht hat sich das Gremium durch zu große Nähe zum Präsidium selbst entmachtet, was auch Mit-Ursache der Probleme ist, vor denen die Universität heute steht.“